# ウガンダ (軽巡洋艦)
| 1944年10月14日撮影の「ウガンダ」 | |
| 艦歴                             | |
| 発注                             | |
| 起工                             | 1939年7月20日 |
| 進水                             | 1941年8月7日 |
| 就役                             | 1943年1月3日 |
| 退役                             | |
| その後                           | 1944年10月21日にカナダ海軍に移管 |
| 除籍                             | |
| 性能諸元                         | |
| 排水量                           | 基準 8,712トン 満載 11,024トン |
| 全長                             | 169.3 m (555.5 ft) |
| 全幅                             | 18.9 m (62 ft) |
| 吃水                             | 5.3 m (16.5 ft) |
| 機関                             | アドミラリティ三胴式重油専焼水管缶4基 パーソンズ式オール・ギヤードタービン4基 蒸気タービン 4軸推進 72,500shp                                      |
| 最大速力                         | 33ノット (61 km/h) |
| 航続距離                         | 10,200海里/12ノット |
| 乗員                             | 平時650名 戦時730名 |
| 兵装                             | Mark XXIII 15.2cm 三連装砲 4基 Marks XVI 10.2cm 連装高角砲 4基 MarkVII 2ポンドポムポム砲四連装 2基 12.7mm四連装機銃 4基 53.3cm三連装魚雷発射管2基 |
| 搭載機 (1943年撤去)              | スーパーマリン ウォーラス2機 |

ウガンダ (HMS Uganda, 66) は、1941年進水のイギリス海軍の軽巡洋艦。セイロン級。1944年10月以降はカナダ海軍所属。後、「ケベック (HMCS Quebec)」と改名。

## 艦歴
就役後しばらく船団護衛などに従事し、それから地中海へ移動。1943年7月、シチリア島上陸作戦（ハスキー作戦）に参加する。続いて9月、サレルノ上陸作戦（アヴァランチ作戦）に参加。9月13日、ドイツ国防軍の誘導爆弾FX1400が命中、大きく損傷し戦死者16名を出した。「ウガンダ」はマルタへ曳航されそこで応急修理を受けた後、アメリカへ送られチャールストン海軍造船所で修理がおこなわれた。
1944年10月に修理完了。

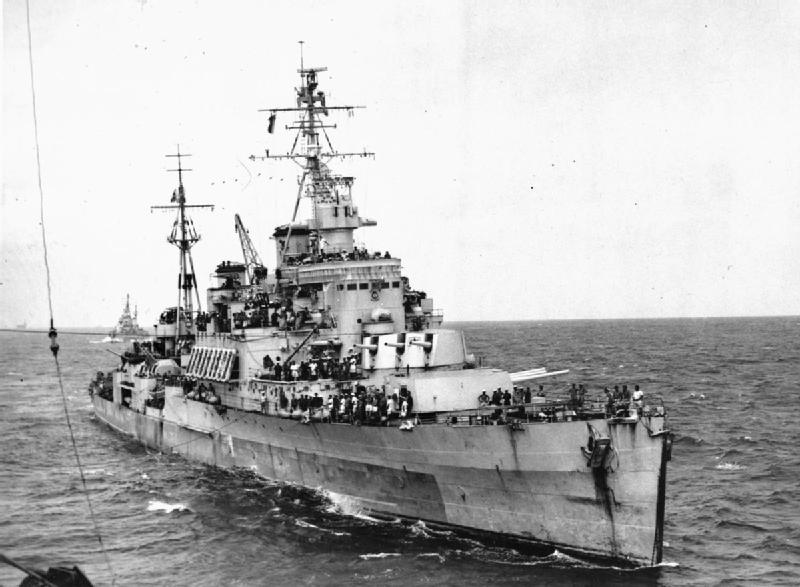
1945年に撮られた「ウガンダ」

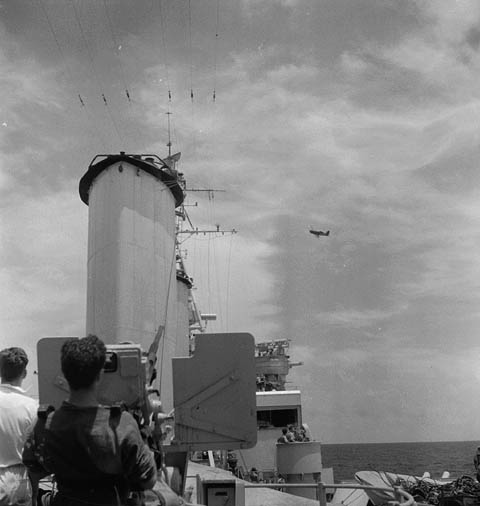
日本軍機から攻撃を受ける「ウガンダ」

1944年10月21日にカナダ海軍へ移管された。艦名は変わらず、「ウガンダ」であった。ウガンダは太平洋における対日戦に参加した。
戦後は「ケベック」と改名されて朝鮮戦争に参加。1958年に退役し、1961年に日本で解体された。